# ネコギギ
ネコギギ（猫義義、猫鱨、Pseudobagrus ichikawai）は、条鰭綱ナマズ目ギギ科に分類される魚類。
発見当初はギギモドキと呼ばれたが、後に現在の和名に改められた。これはギギモドキの名が既に国外産の Tachysurus brashnikowiに付与されていたからである。

## 分布
日本（愛知県、岐阜県、三重県の伊勢湾・三河湾流入河川）固有種。

## 形態
標準体長オス13センチメートル、メス10センチメートル。標準体長/体高の割合が約25%と、体形はやや太くて短い。体色は黒褐色で、黄褐色の斑紋が入る。
尻鰭鰭条数は16-19。尾鰭の後端にわずかに切れこみが入る。幼魚は明色斑が明瞭だが、成長に伴い不明瞭になる。

## 生態
河川の上流、中流域に生息する。流れの緩やかな淵や平瀬を好み、定住性が強い。夜行性で、昼間は岩の隙間などで休む。
食性は動物食で、昆虫（カゲロウ目、ハエ目）の幼虫などを食べる。
繁殖形態は卵生。6 - 7月に石の下などに、100-500個の卵を産むと考えられている。飼育下の観察例ではオスの隠れ家にメスが産卵し、オスは卵を保護する。卵は21 - 24℃の水温下で、60 - 80時間で孵化した例がある。仔魚は卵から孵化してから4日で卵黄が吸収され、採食をするようになる。生後2年で性成熟するが、生後3年から繁殖する個体が多い。

## 人間との関係
ダム建設や河川改修、台風による出水およびその災害復旧工事などによる生息地の破壊、ゴルフ場や工業排水、農業排水、家庭排水などによる水質汚染などにより生息数は激減している。
後述のとおり天然記念物に指定されているが密猟や、人為的に移入されたアユからの感染症、ギギとの競合、コイやブラックバスなどによる捕食も懸念されている。13水系で生息が確認されていたが、1990年代以降の調査では11水系のみで生息が確認され五十鈴川水系と朝明川水系では生息が確認されていない。
日本では1977年に種として、2011年に三重県の中村川が「中村川ネコギギ生息地」として国の天然記念物に指定されている。
三重県では1988年から分布、生態調査が行われ、2005年に保護管理指針を策定した。絶滅の危険性が高い員弁川水系の個体群を飼育下繁殖させ、再導入する試みが進められている。岐阜県長良川水系では1990年代以降に魚巣ブロックの設置や寄せ石などの保全対策、2010 - 2011年に行われた災害復旧工事では改良された護岸ブロックの設置や工法変更などの対策が行われている。
三重県では、2017年3月31日に三重県自然環境保全条例第18条第1項の規定により、ネコギギを三重県指定希少野生動植物種に指定した。三重県指定希少野生動植物種を捕獲等する場合は事前の届出が必要となり、
違反すると6ヶ月以下の懲役又は30万円以下の罰金に処される場合がある。
絶滅危惧IB類 (EN)（環境省レッドリスト）